# Gleysol
Gleysol eller gleyjord är en speciell typ av våtmarkssjord som är mättad med grundvatten under långa perioder. Den har en unik färg som kallas gleyiskt färgmönster, det vill säga att jorden kan ha rödaktiga, brunaktiga eller gulaktiga färger på ytan och i de övre jordlagren, blandat med gråaktiga eller blåaktiga färger längre ner i marken.
Ordet "gley" kommer från det ukrainska ordet "глей" och introducerades år 1905 av den ukrainska forskaren Georgy Vysotsky.
Gleysol förekommer i områden där det finns mycket vatten i marken, som våtmarker och låglänta områden. När marken är mättad med vatten, saknas det syre i jorden. Detta påverkar färgen på jorden och ger upphov till det gleyiska färgmönstret. Denna jord är svår inom jordbruk eftersom den är blöt och svårarbetad. Ofta används gleysoler för betesmarker eller naturliga våtmarker där växtlighet kan trivas i de fuktiga förhållandena. Men i vissa fall kan jordbrukare använda dräneringssystem för att avlägsna överskottsvatten och göra jorden mer lämplig för odling av grödor som ris.
Gleysoler finns över hela världen och täcker stora områden. De är vanligast i norra Ryssland, Sibirien, Kanada och i tropiska områden som Amazonas regnskog och kustträsk i Sydostasien.